# لوعة قلب (مسلسل)
لوعة قلب هو مسلسل تلفزيوني تركي من إنتاج عام 2003. عرض على القناة التركية Atv، 
عدد الحلقات بالنسخة التركية 60 حلقة، والقناة العربية العارضه: إم بي سي 4.

## الأحداث
تدور الاحداث في أواخر أيام الحكم العثماني بوجود جماعات متمرده تقوم بدعمها بعض الدول التي تمولها بالاسلحة كي تقوم هذه الجماعات باثارة الخلافات والشغب بين صفوف الشعب ضد الدولة العثمانية. ونشأت فئتين: فئه فقيره جداً هم القرويين وفئه الاغنياء والاقطاعيين وأصحاب الأراضي.